# 허리케인 로라
허리케인 로라는 2020년 제12호 허리케인이다. 로라의 최소 풍속은 시속 150마일(241.4km)으로 4등급까지 발전하였다. 역대 가장 강한 바람을 몰고온 허리케인이다.
미국 루이지애나주와 텍사스주 일대를 강타하였고, 이로 인하여 최소 12명이 사망하고, 50만명이 피난하였고, 88만 가구가 정전을 겪었다. 인구 8만 명의 루이지애나주 레이크찰스는 강력한 비바람에 쑥대밭이되는 피해를 입었다. (흔히 댕판)

## 같이 보기
- 2020년 북대서양 허리케인